# Rivière Rouge (Vaudreuil-Soulanges)
Pour l’article homonyme, voir Rivière Rouge.
La rivière Rouge est un affluent de la rive nord du fleuve Saint-Laurent au Sud-Ouest du Québec. Cette rivière coule dans les municipalités de Saint-Lazare, Saint-Clet et Coteau-du-Lac, dans la municipalité régionale de comté (MRC) de Vaudreuil-Soulanges, dans la région administrative de la Montérégie, au Québec, au Canada.

## Géographie
Les bassins versants voisins de la rivière Rouge sont :
- côté nord : rivière à la Raquette, lac des Deux-Montagnes ;
- côté est : rivière à la Graisse, fleuve Saint-Laurent ;
- côté sud : fleuve Saint-Laurent ;
- côté ouest : rivière Délisle.

La rivière Rouge prend sa source en milieu agricole à l'ouest du village de Saint-Lazare. Elle coule vers le sud-ouest en contournant par l'est les villages de Saint-Clet et du hameau de Pont-Château. Puis la rivière coule vers le sud en traversant l'est du village de Coteau-du-Lac, jusqu'à son embouchure.
La rivière Rouge se déverse sur la rive nord du fleuve Saint-Laurent face aux rapides de Coteau-du-Lac et face à Salaberry-de-Valleyfield.

## Toponymie
Le toponyme de la « rivière Rouge » est officialisé le 5 décembre 1968 à la Commission de toponymie du Québec.